# Ювиги (група)
„Ювиги“ е прогресив метъл група от София, България.
Бандата се състои от Валентин Моновски (китара), Явор Пачовски (клавир), Панайот Солаков (бас, вокали) и Спас Генев (барабани). Песните на групата представляват енергична смесица от тежък звук и традиционни български мотиви, както и нетрадиционни музикални размери. Името на групата Ювиги означава „велик хан".
Творчеството на групата най-много е било повлияно от изпълнителите Dream Theater, Queensryche, Metallica, Rush, Spock's Beard, Queen, Ер Малък.

## История
Групата е създадена през 2002 г. Първото участие на групата е на сцената на Военния клуб в София през 2003 г. След множество смени на членове, през 2006 г. се присъединява Спас Генев (барабани, перкусии), групата се стабилизира и утвърждава един постоянен състав, който се запазва до момента.
Есента на 2009 Ювиги подписват договор с DOUBLE D MUSIC, след което имат концерти в София, Пловдив, Хасково и участват на мото събора „Предел – 2009“.
Ювиги издават първите си два сингъла през 2009 – „Бягство“ и „Последният прозорец“, които се изкачват в класациите на радио Хоризонт и радио Шумен.
През май 2010 г. излиза и дебютният им албум – „Сива пустиня“, който включва девет парчета. Представен с мултимедийно шоу в столичния клуб R.B.F. След което правят едномесечно турне в подкрепа на албума. Същата година Ювиги подгряват група Сигнал на концерт организиран от Българското национално радио, който се излъчва пряко от площада пред НДК.
В края на 2010 г. групата свири на фестивалите „6 години Muzikant.org“, „Тънка червена рок седмица 2“, участва и с две песни в компилацията Thin Red Rock CD vol.1. През октомври участват в акустичен концерт в студио „Балканджи“. През ноември 2010 излиза първото DVD на Ювиги, което съдържа концертни и документални кадри от записите на „Сива пустиня“.
В началото на 2012 г. е записан сингъла „681“. Гост-музикант в него е клавиристът на Spock's Beard – Ryo Okumoto. Ювиги пускат сингъла „Злите езици“ няколко месеца по-късно. Това е една от най-известните песни на групата. Към същото парче Ювиги заснемат и първия си официален видеоклип.
На 10 ноември 2012 г. излиза вторият албум на Ювиги, озаглавен „От първо лице“ съдържащ 9 песни. Гост музиканти са Ryo Okumoto, Миглена Ценова-Нушева, Нора Калчева и Венета Георгиева (The Strings), Вероника Лалева (Overgame).
През следващите две години групата промотира албума „От първо лице“ с концерти в цялата страна. Заснет е и нов видеоклип към песента „Сила“. Групата участва на фестивали и конкурси сред които са Wacken Open Air Metal Battle Bulgaria 2015, Jegermaister Battle of the Bands 2015.
На 23 май 2015 г. излиза студийният запис – „Come What May“. Той съдържа шест парчета изцяло на английски език. Междувременно излиза и лирик видео към сингъла „Hell Rains Down“.

## Състав

### Настоящи членове
- Валентин Моновски – китара, вокал (2002-настояще)
- Явор Пачовски – клавир, вокал (2002-настояще)
- Панайот Солаков – бас, главен вокал (2002-настояще)
- Спас Генев – барабани (2006-настояще)

### Бивши членове
- Калин Христов – барабани (2002 – 2006)

## Дискография

### Албуми
- Бягство/Последният прозорец (single) – 2009
- Сива пустиня (LP) – 2010
- От първи лице (LP) – 2012
- Come What May (EP) – 2015

### Видео клипове
- Злите езици – 2012
- Сила – 2013
- Hell Rains Down (Lyrics Video) – 2015